# حیدر مستخدمین حسینی
حیدر مستخدمین حسینی (۱۳۳۵، سنگسر) اقتصاددان و کارشناس مدیریت و کارشناس بازار بورس‌وسرمایه ایرانی است که سابقهٔ فعالیت در وزارت امور اقتصاد و دارایی را نیز در کارنامه دارد.
او از مشاوران و تئوریسین‌های برنامه اقتصادی علی طیب‌نیا، وزیر امور اقتصاد و دارایی دولت یازدهم ایران نیز می‌باشد.

## تحصیلات
وی دارای فوق لیسانس اقتصاد از دانشگاه علامه طباطبایی و فوق لیسانس صنایع از مرکز آموزش صنایع ایران و دکترای مدیریت از دانشگاه فنی آخن می‌باشد.

## سوابق اجرایی
وی در دولت هشتم به عنوان معاون پارلمانی وزیر امور اقتصاد و دارایی وقت، ریاست هیئت مدیره بورس اوراق بهادار تهران را نیز بر عهده داشت.
وی بنیان‌گذار تابلوی معاملات بورس ایران در ساختمان بورس بوده است. مدیریت گروه صنعتی بهشهر، هیئت مدیره بانک رفاه، رئیس سابق هیئت مدیره بورس، مدیرعامل مؤسسه مالی و اعتباری توسعه و ... از دیگر سوابق وی است. وی مدیر معاونت مالی و اقتصادی سازمان گسترش ونوسازی صنایع ایران (ایدرو)، یک سازمان توسعه‌ای ایران می‌باشد.

## عقاید، دیدگاه‌ها و طیف فکری
وی از جمله افرادی‌ست که معتقد به استقلال بانک مرکزی و تاثیرات مثبت آن بر اقتصاد می‌باشند.